# حجت‌الله واعظی
حجت‌الله واعظی (زادهٔ ۷ فروردین ۱۳۵۶) کماندار ایرانی است که در المپیک تابستانی پکن شرکت کرد.